# 马可仕·哈洛威
馬可仕·哈洛威(英語：Marcus Holloway)是育碧《看門狗》電子遊戲系列中的虛構角色，首次在2016年的《看门狗2》中以玩家角色的身份登場。馬可仕是一位年輕的駭客，網名為「Retr0」，他在舊金山灣區活動，因 ctOS 2.0 系統錯誤地標記為犯罪嫌疑人。馬可仕成功地從系統中刪除了他的檔案，並加入了駭客集體 DedSec，致力於提高公眾對 ctOS 2.0 帶來的風險的認識，並揭露其創建者布鲁姆公司的腐敗。在2021年的《看門狗：自由軍團》下載內容（DLC）擴展包《血脈相承》中，年長的 馬可仕以僅聲音客串的方式登場，他的配音為 Ruffin Prentiss。這個角色在動畫影集《Captain Laserhawk: A Blood Dragon Remix》中由Marcus Ebulue配音再次出現。
馬可仕·哈洛威是在2016年6月由育碧公佈的《看门狗2》中首次亮相。他被設計成在性格和遊戲實用性方面與《看門狗》第一部的主角艾登·皮爾斯有很大的不同。《看门狗2》的開發者鼓勵與娛樂業內的非裔美國專業人士合作，以避免將 馬可仕這樣的角色變成刻板印象。隨著《看門狗》系列的基調轉變以及主角能力的擴展，開發者建議 馬可仕的遊戲風格主要是使用非致命武器擊暈敵人或利用駭客技能製造分心。馬可仕在《看门狗2》發布後普遍受到積極的評價，許多評論家認為這個角色在流行媒體中非裔美國人的代表性，以及在電子遊戲媒介中的黑人人物形象方面，都具有重要意義。

## 概念和設計
馬可仕·哈洛威首次於2016年6月在育碧的《看门狗2》全球首映影片中亮相。他被設計為一個運動型的玩家角色，遊戲中的移動方式強調快速的跑酷動作，類似於其他像《镜之边缘》這樣的電子遊戲。馬可仕的小工具，包括一個可以進行物理駭客攻擊並用高音尖叫分散敵人注意力的遙控車，以及一個能從高處偵察並幫助計劃行動的無人機，這些都擴展了他的駭客能力。馬可仕也可以利用駭客技能在電子設備上設置接近觸發器，並為敵人設置陷阱。
雖然馬可仕被設計為一個反英雄駭客，與《看門狗》第一部的主角艾登·皮爾斯一樣，但他被設計得更加表現力豐富和充滿魅力。根據《看门狗2》製作人 Dominic Guay 的說法，馬可仕是一個樂觀的人，他需要人群，能夠看到人們的美好，年輕、有趣且充滿魅力。馬可仕因為對懷舊文化的欣賞，尤其是老派駭客文化和經典的 R&B、嘻哈和電子音樂而取名為 Retr0。馬可仕的背景設定為在加利福尼亞州的奧克蘭成長，這一設定對於角色的故事至關重要，因為他作為一個邊緣化社群的成員，可能在早期生活中就經歷了社會不公，這也激發了他在故事中的動機。
與《看門狗》第一部不同的是，玩家可以在《看门狗2》中選擇不殺死任何敵人完成整個遊戲，Guay 解釋說這是由於遊戲背景和輕鬆愉快的基調所致。大多數馬可仕的技能都會使敵人失去知覺，並在他們身上出現一些代表睡著的「z」字母。馬可仕使用一種被稱為「雷球」的臨時武器，這是一個用鏈子連接的撞球，在近戰範圍內以殘忍但非致命的方式擊倒敵人。
開發者希望在保持故事連貫性的同時，賦予玩家一定的自由度，因此在遊戲中不會有馬可仕射擊或殺死非玩家角色的過場動畫或預定時刻，這與他的性格不符。雖然玩家可以裝備傳統火器，但電擊武器可以通過DedSec隱藏處或「駭客空間」中的3D列印機獲得。然而，遊戲在發佈時僅提供了兩種非致命武器，直到2017年4月的一次重大內容更新才提供更多非致命選項。

### 描述
馬可仕·哈洛威在《看门狗2》中由 Ruffin Prentiss 通過動作捕捉技術飾演。開發者表示，他們有責任確保馬可仕作為一個真實的角色能引起玩家的共鳴，而不是成為刻板印象。為了達到這個目標，育碧積極尋求非裔美國劇本顧問和演員的參與，並鼓勵即興對話，以使角色更真實。《看门狗2》的創意總監 Jonathan Morin 表示，團隊鼓勵演員在互動過程中擁抱自然的默契，特別指出飾演馬可仕和另一位非裔美國角色 Horatio Carlin 的演員，由於他們相似的文化背景，彼此之間有自然的對話方式。
Prentiss 表示，他在遊戲中的工作經歷非常積極：在2020年10月接受IGN採訪時，他讚揚了遊戲的開發者，因為他們給了他在遊戲中飾演一個敢於探討嚴肅主題的角色的機會，並且他們願意不僅僅探索種族主義問題，還讓他有創作自由，從他作為一個黑人的角度來詮釋某些場景。Prentiss 也承認玩家對馬可仕和另一位DedSec成員 Wrench 之間密切友誼的積極反應，這種友誼被形容為「兄弟情」。根根據 Prentiss 的說法，《看门狗2》的編劇團隊曾考慮在未來的《看門狗》系列作品中實施跨界故事情節，將馬可仕等角色組成一個類似於《復仇者聯盟》的聯盟。不過，Prentiss 在《看門狗：自由軍團》的《血脈相承》DLC公佈前或剛公佈後都沒有聽到來自育碧的消息，儘管 Wrench 確定會出現，他仍然表達了對重新扮演這個角色的興趣，因為這是他最喜愛的角色之一。最終，Prentiss 在《血脈相承》開發後期接到了育碧的聯繫，並錄製了一些配音，他很樂意再次演繹這個角色。

## 登場

### 看門狗2
《看门狗2》的故事開始於馬可仕潛入由布鲁姆公司擁有的 ctOS 2.0 伺服器設施，這是一家運營監控網絡，監視舊金山灣區民眾並存儲其個人資訊的安全公司。馬可仕的行動被駭客集體DedSec遠程觀察，馬可仕打算加入 DedSec，因為他們同樣反感 ctOS 2.0 和布鲁姆公司。馬可仕駭入相關伺服器，移除其資料檔案中錯誤的犯罪資訊，並在DedSec成員的幫助下逃離設施，成功加入 DedSec。馬可仕與新團隊成員一起慶祝他成功潛入的行動，在金門大橋附近的海灘上，意外地與布鲁姆的首席技術官 Dušan Nemec 不期而遇。
在遊戲過程中，馬可仕幫助DedSec解決舊金山周圍的各種威脅，目的是通過揭露布鲁姆的腐敗和其他罪行來推翻 Blume。作為報復，Dušan 操作自動社交媒體帳號或機器人，虛假地提升DedSec在社交媒體上的人氣，並利用對DedSec所構成的安全威脅的恐懼來推廣 ctOS 2.0 的廣泛應用，防止駭客攻擊。馬可仕被引誘到布鲁姆的執行長辦公室，遭遇 Dušan 和警方合作設下的埋伏，但他成功逃脫。馬可仕與DedSec核心成員重組，獲得臭名昭著的駭客 Raymond "T-Bone" Kenney 的支持，並在集體中迅速崛起，領導他們對抗布鲁姆及其在灣區的盟友。最終，Dušan 成功將馬可仕列入联邦调查局的通緝名單，但DedSec通過公開 Dušan 的非法交易記錄進行反擊，導致 Dušan 被捕，Blume 也因受到調查而陷入困境。

### 看門狗：自由軍團
馬可仕在2020年《看門狗：自由軍團》的可下载内容擴展包《血脈相承》中，擔任 Wrench 故事情節中的配角，該擴展包於2021年7月發布。在這個擴展包中，他多次以聲音客串的方式出現。由於《軍團》和《血脈相承》的設定時間比《看门狗2》的事件晚了十多年，馬可仕和 Wrench 明顯變老，而 Wrench 已經離開舊金山，但仍與馬可仕和其他DedSec成員保持聯繫。

### 其他媒體
在2023年的成人動畫劇集《Captain Laserhawk: A Blood Dragon Remix》中，馬可仕以一個中心角色的身份出現。在該劇集中，DedSec 在馬可仕的領導下，努力削弱控制美國的巨型企業 Eden。在幫助 Sam Fisher 和他的女兒 Sarah 逃離該國時，Sarah 向當局報告了DedSec的位置，結果他們被捕並被囚禁在虛擬現實矯正設施中。數十年後，Sam 解救了 馬可仕，他成為反 Eden 革命的領袖，從新荒地區的據點進行行動。

## 評價
馬可仕·哈洛威在遊戲評論界普遍受到正面評價。在PCGamesN為《看门狗2》撰寫的預覽文章中，Kirk McKeand 喜歡馬可仕更具想像力和多樣化的音樂和時尚品味，展現了更豐富的情感，並擁有比艾登·皮爾斯更好的小工具。IGN的 Dan Stapleton 和 Joe Skrebels 都喜歡馬可仕作為遊戲主角；Skrebels 特別認為 馬可仕「感覺更像是一個真實的人，而不是只是串連任務的台詞集合」。Paste 的編輯和 Mic 的 Alex Perry 將 馬可仕·哈洛威列為2016年最佳新遊戲角色之一；Perry 讚賞他的有趣個性、時尚感和在與他人對話時的思考，而 Paste 的 Cameron Kunzelman 則稱讚《看门狗2》的開發團隊理解「一個角色需要有性格，而不是只是適應射擊和喧鬧機制的符號」。Polygon 將 馬可仕·哈洛威列為2010年代最佳遊戲角色之一，Jeff Ramos 讚揚馬可仕是一個「更有吸引力和相關性」的主角，他的領導角色成為「激勵和支持他人反抗」系統壓迫的「集結點」。George Foster 稱他是《看門狗》系列中最好的角色，並在 TheGamer 發表的社論中對馬可仕在《軍團》的《血脈相承》DLC中似乎被忽略表示不滿。Foster 進一步批評《軍團》採用了程序生成的玩家角色方式，而不是像馬可仕這樣清晰定義的角色，認為這導致遊戲品質下降。
多位評論家從電子遊戲媒體歷史上非裔角色的處理方式角度對馬可仕進行了正面評價。在 Paste 發表的一篇文章中，Jeremy Winslow 對馬可仕被描繪成一個有多層次、完整個性的角色表示滿意。Winslow 認為馬可仕在《看门狗2》中的整體描繪打破了絕大多數具有不利社會經濟背景的非裔遊戲角色的典型規範和刻板印象，特別是在他非典型的外觀設計和依賴智慧而非體力的描寫上。Skrebels 同意馬可仕的故事在展示一個非裔男性經歷的敘述上具有突破性，沒有依賴陳詞濫調。撰寫於 Polygon 的 Tanya DePass 表示，她對馬可仕與另一位核心DedSec成員 Horatio Carlin 在後者位於矽谷的 IT 公司工作場所互動的場景印象深刻。她認為他們的對話真實地呈現了非裔美國人社群中在標準美式英語和非裔美國人白話英語之間的代碼轉換。引用 DePass 對該場景的看法，David J. Leonard 同意該場景挑戰了對非裔美國人的現有刻板印象，並發聲描述種族主義的日常現實，不僅具有破壞性且具有愉悅感。Leonard 進一步認為，其重要性超越了對矽谷內部職場多樣性不足的種族不公問題的教育和真實描述，還將矽谷在整個社會中延續的種族不公與白人男性霸權的霸權聯繫起來。Perry 同意該場景在《看门狗2》普遍良好的寫作標準中脫穎而出。
並非所有對馬可仕在《看门狗2》中描繪的評價都是正面的。Vice Waypoint 的員工讚揚了遊戲在通過馬可仕和 Horatio 的互動來探討身份和邊緣化問題上的早期嘗試，但當 Horatio 在遊戲中段被當地街頭幫派殺害後，感到失望。他們認為馬可仕因為 Horatio 的被害而驅使的報復行動，削弱了角色的完整性，而 Horatio 也被視為一個可有可無的角色，因為在特定任務線結束後，遊戲不再試圖紀念他對馬可仕和其他團隊成員的重要性。一些評論家也質疑馬可仕在遊戲中使用致命火器的潛在情節的不一致性。Eurogamer 的 Wesley Yin-Poole 表示，讓他「可以讓可愛的 馬可仕·哈洛威開槍殺人」讓他感到不適，Stapleton 也表示同樣感受到這種「奇怪的脫節」，認為這與扮演像《俠盜獵車手V》那樣的暴力犯罪角色不同。Stapleton 觀察到，馬可仕的個性是唯一推動玩家選擇非致命潛行玩法的動力，因為在激烈的戰鬥情況下這種玩法可能變得不切實際。Polygon 的 Phillip Kollar 批評遊戲開發者在一開始就提供火器的設計，認為這是「想像力的完全失敗」。